# Rosquillas tontas y listas

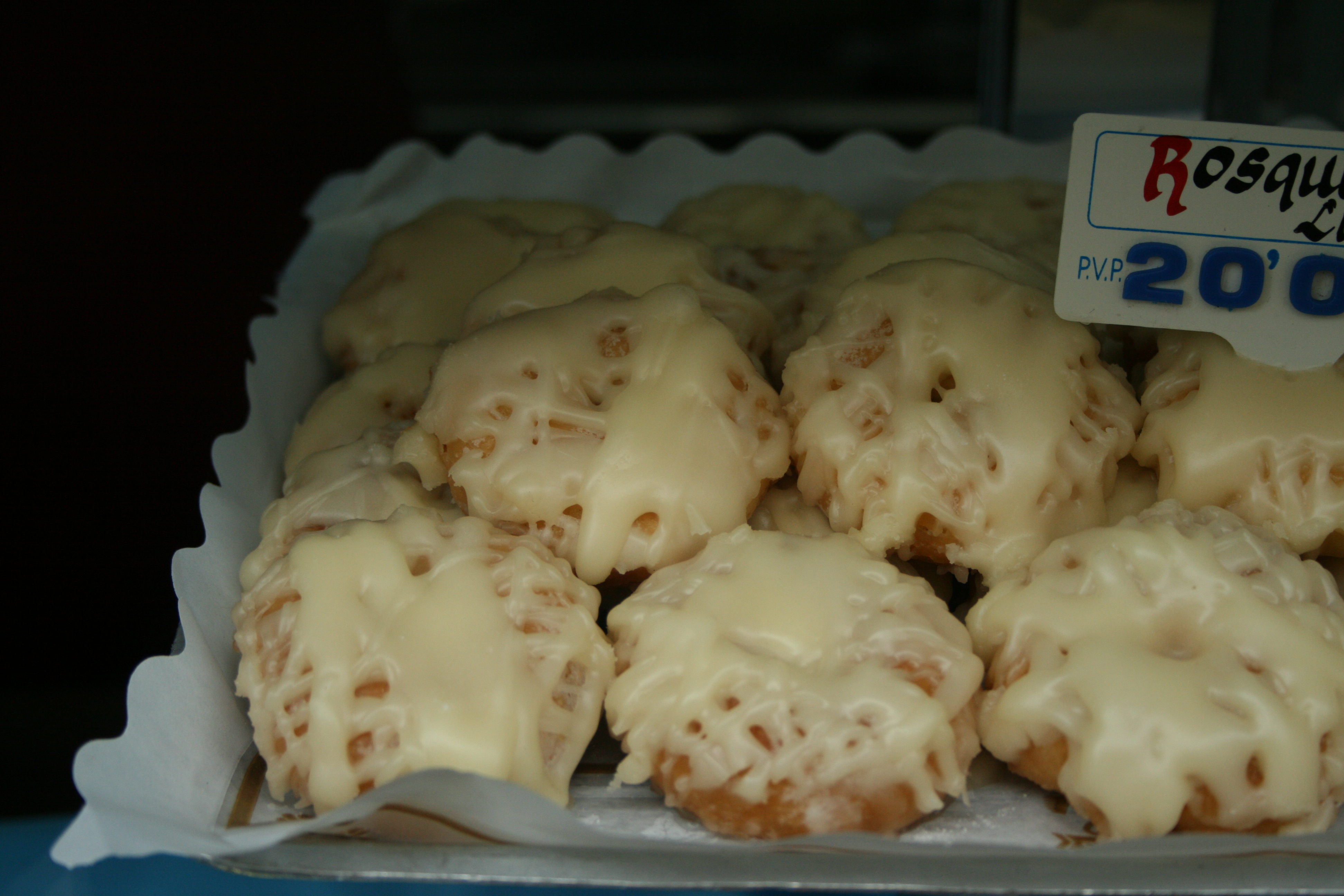
Rosquillas listas, con su recubrimiento clásico.

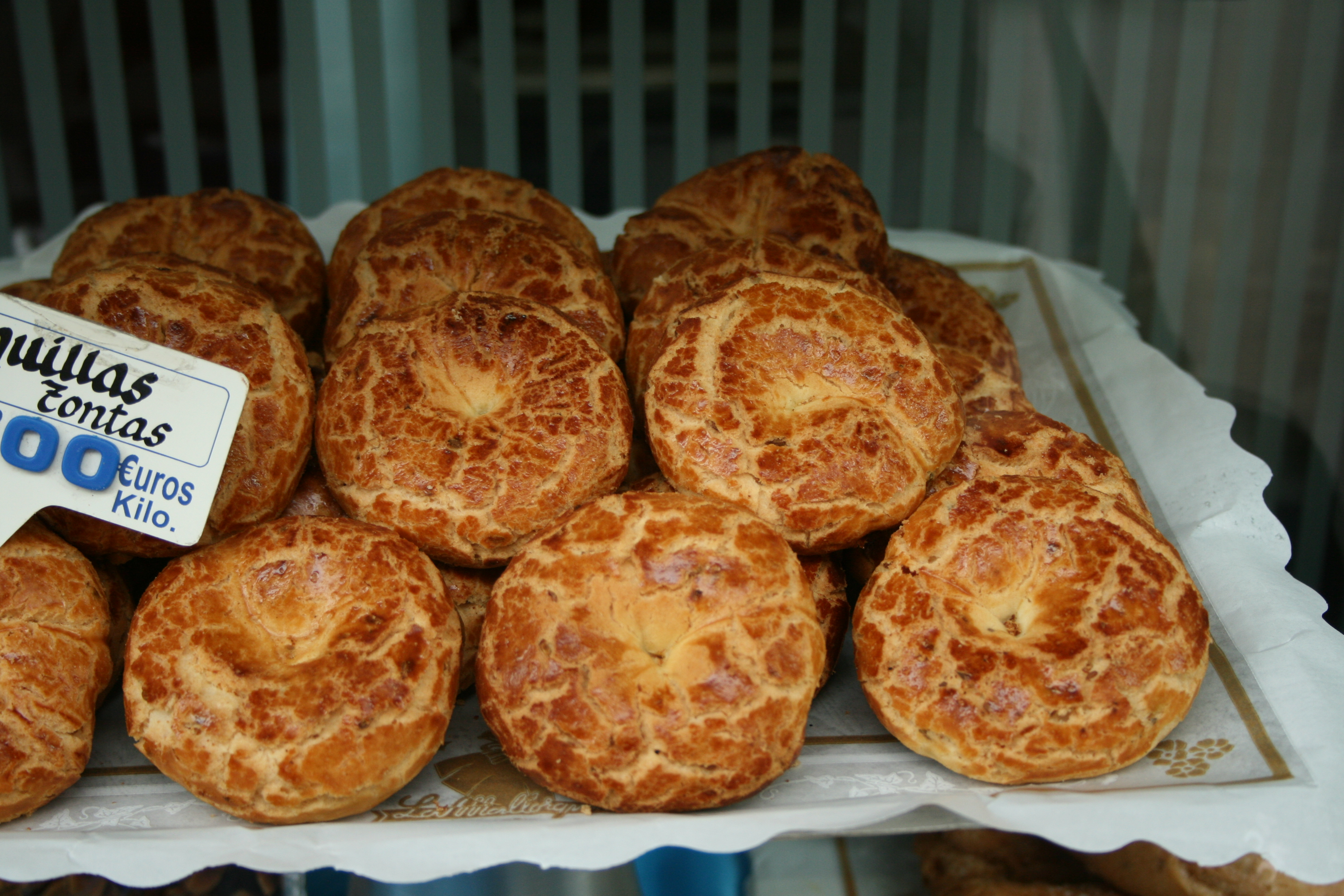
Rosquillas tontas.

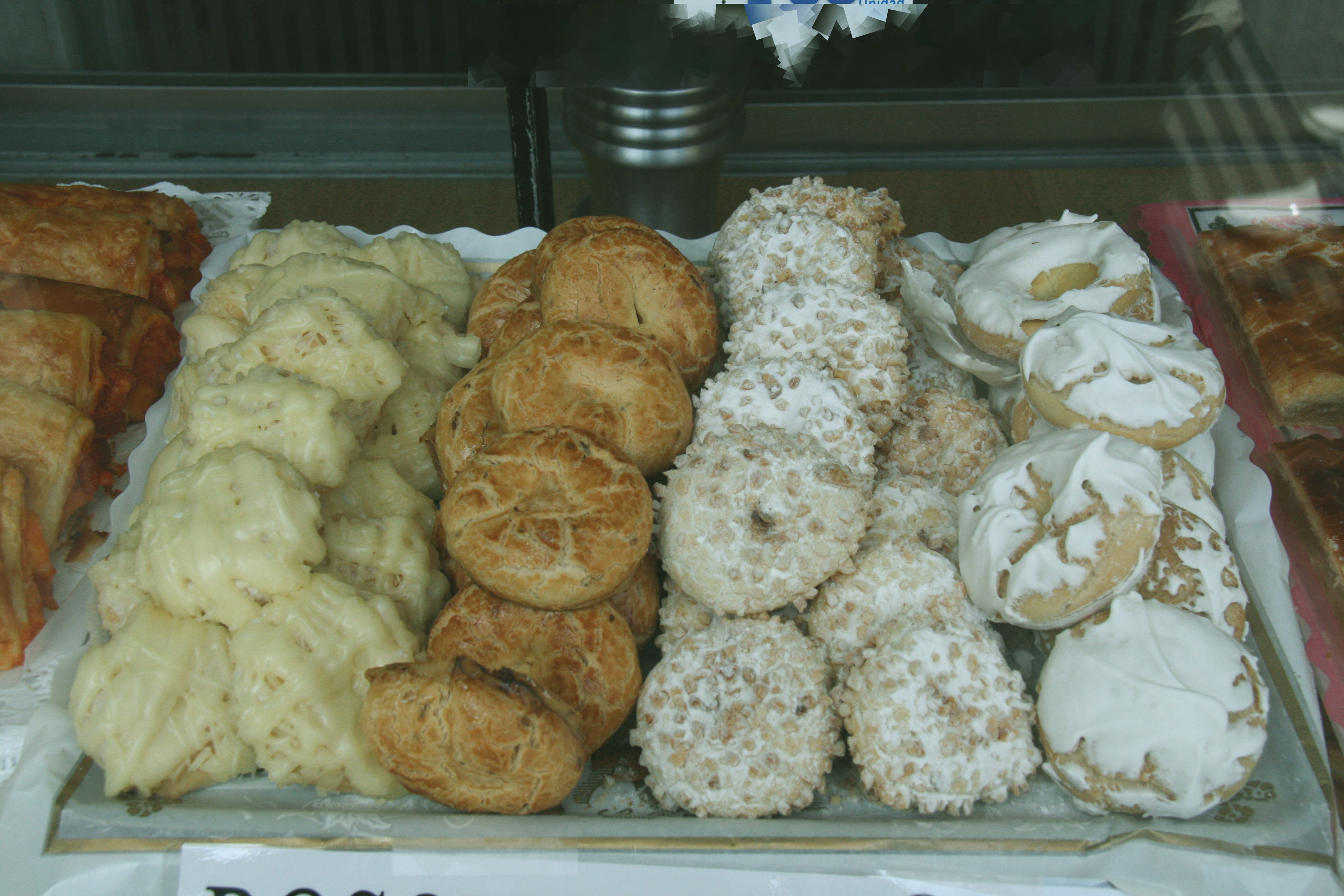
Surtido de las rosquillas de San Isidro. En orden de izquierda a derecha: listas, tontas, francesas y Santa Clara

Las rosquillas tontas y listas, junto con las francesas y las de Santa Clara, son de los más famosos productos gastronómicos tradicionales madrileños, que se acostumbra a consumir en el periodo que oscila entre el primero de mayo y el final de las Fiestas de San Isidro Labrador. Las fiestas de San Isidro se solían acompañar con diversas rosquillas compradas en estantes en los que se ofrecían ensartadas en un bramante. En la actualidad este tipo de rosquillas es muy habitual en las pastelerías de Madrid durante el mes de mayo. 

## Historia
En algún momento no determinado por las fuentes, se dice que asistía a las celebraciones de San Isidro una mítica vendedora llamada «Tía Javiera», que procedía según unos de Fuenlabrada y según otros de Villarejo de Salvanés, afamada por sus rosquillas. Tal era la fama que pronto los tenderetes vendían sus rosquillas afirmando ser familiares de la Tía Javiera. Esto hizo que se creara un sainete antiguo que rezaba:

Pronto no habrá, ¡Cachipé!
en Madrid duque ni hortera

que con la tía Javiera
emparentado no esté.

Hasta que otra rosquillera de Villarejo colocó en su tenderete un cartel que decía «Yo, como la verdadera tía Javiera, no tengo hijas ni sobrinas».
Las rosquillas de la Tía Javiera como las denominadas tontas y listas, así como las de Santa Clara eran muy populares en la celebración de las fiestas de San Isidro. Este tipo de rosquillas se solía acompañar de vino blanco de Arganda.

## Características
Todas se componen de la misma base, diferenciándose unas de otras simplemente en su acabado final. Las rosquillas tontas no llevan ningún acabado, no van bañadas, de ahí su nombre indicando la simpleza de su masa. Las listas van bañadas con un azúcar fondant (elaborado con un sirope de azúcar, zumo de limón y huevo batido) del color que se les quiera dar, es habitual el amarillo. Las de Santa Clara están recubiertas con un merengue seco, originalmente blanco. Finalmente, las francesas se acaban con un rebozado de granillo de almendra.